# Метрополітен Інчхона
Інчхонський метрополітен — система ліній метрополітену південнокорейського міста Інчхон, що примикає до столиці, міста Сеула. Інчхонське метро інтегровано з Сеульським метрополітеном, безкоштовна пересадка між лініями здійснюється в центрі Інчхону. Також існують пересадки на швидкісну лінію AREX, що пов'язує міжнародний аеропорт із Сеулом.

## Історія
Будівництво метрополітену розпочалося 5 липня 1993 року. Початкову ділянку з півдня на північ міста довжиною 23 км з 21 станцією, відкрито 6 жовтня 1999. Першу лінію було продовжено на одну станцію в 2007, та на 6 станцій у 2009 році. До кінця 2014 року на лінії проходила поступова реконструкція станцій та встановлення станційніх дверей, що відділяють платформу від потяга. Лінія переважно підземна, крім невеликої північної ділянки з двох станцій.
Будівництво Другої лінії розпочато 26 червня 2009. Лінію відкрито 30 червня 2016 року. Вона має 27 станцій (21 підземну), 29,2 км. Усі станції другої лінії побудовано з береговими платформами закритого типу.

## Лінії
| №                                  | Дата відкриття | Останнє продовження | Кількість станцій | Кінцеві станції                      | Довжина в км | Кількість підземних станцій | Примітки                                |
| ---------------------------------- | -------------- | ------------------- | ----------------- | ------------------------------------ | ------------ | --------------------------- | --------------------------------------- |
| Перша лінія (Метрополітен Інчхона) | 6 жовтня 1999  | 2009                | 29                | «Гьоянг»-«Міжнародний діловий район» | 29,4         | 27                          | Обслуговується восьмивагонними потягами |
| Друга лінія                        | 30 липня 2016  | —                   | 27                | «Комдан Орю»-«Унйон»                 | 29,2         | 21                          | Обслуговується двохвагонними потягами   |

## Перспективи
Планується невелике продовження першої лінії в 2018. Залізничною компанією Korail планується також початок будівництва приміської третьої лінії в сусіднє місто Сувон (10 станцій в межах Інчхона).

## Галерея
|               |  |  |
| Рухомий склад |  |  |

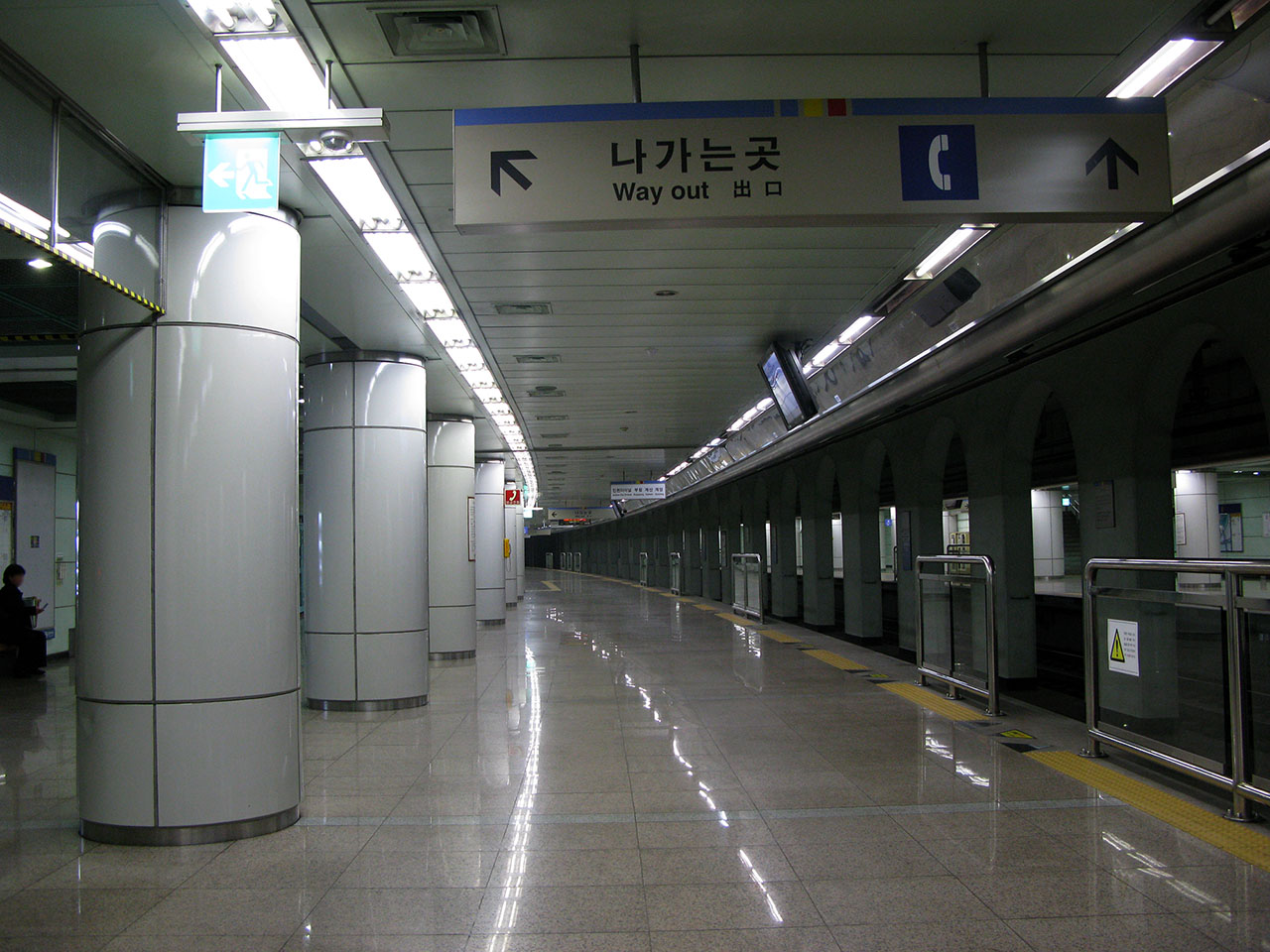
Підземна станція «Спортивний комплекс Мунхак», Перша лінія
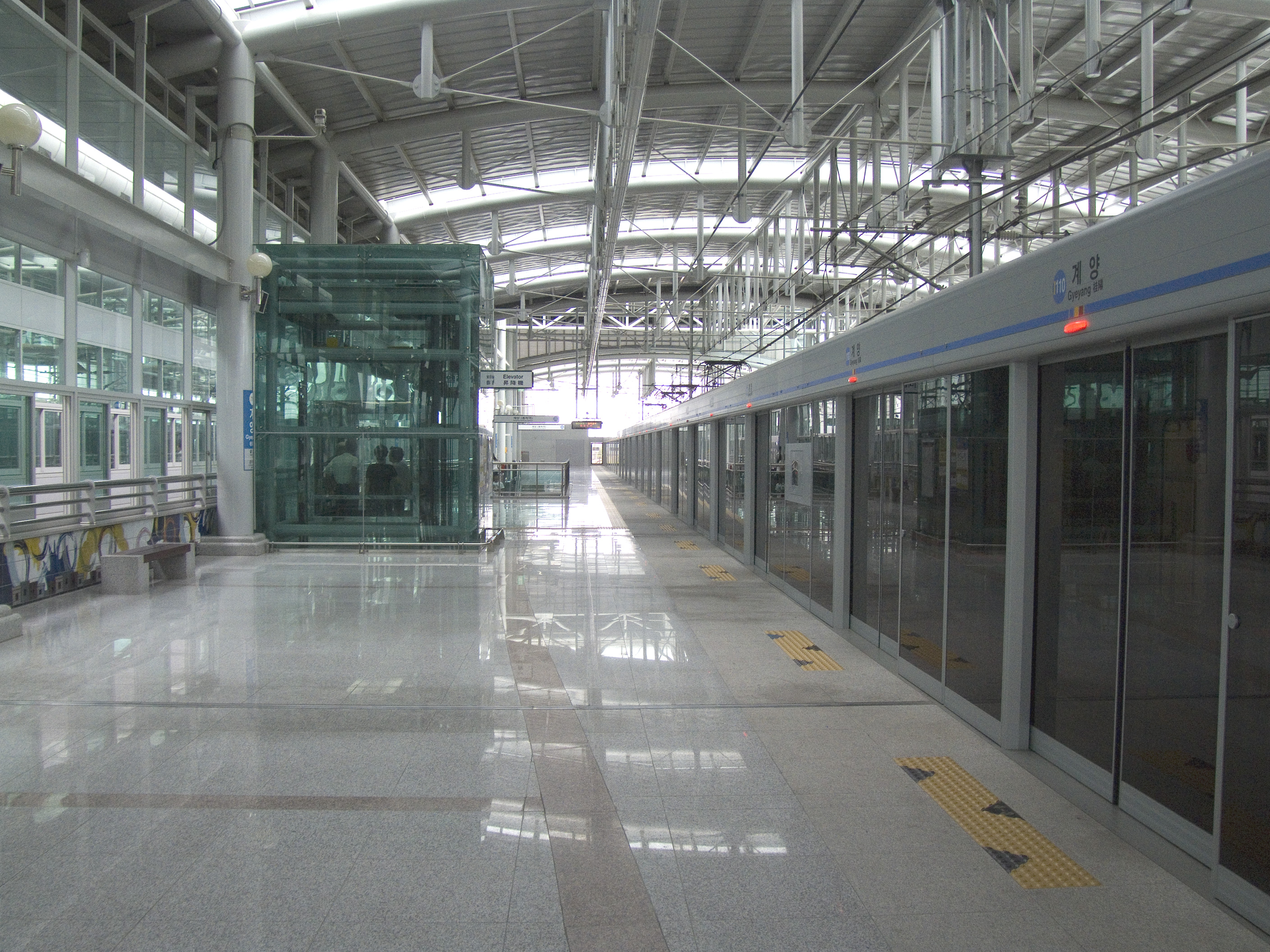
Естакадна станція «Гоянг», Перша лінія
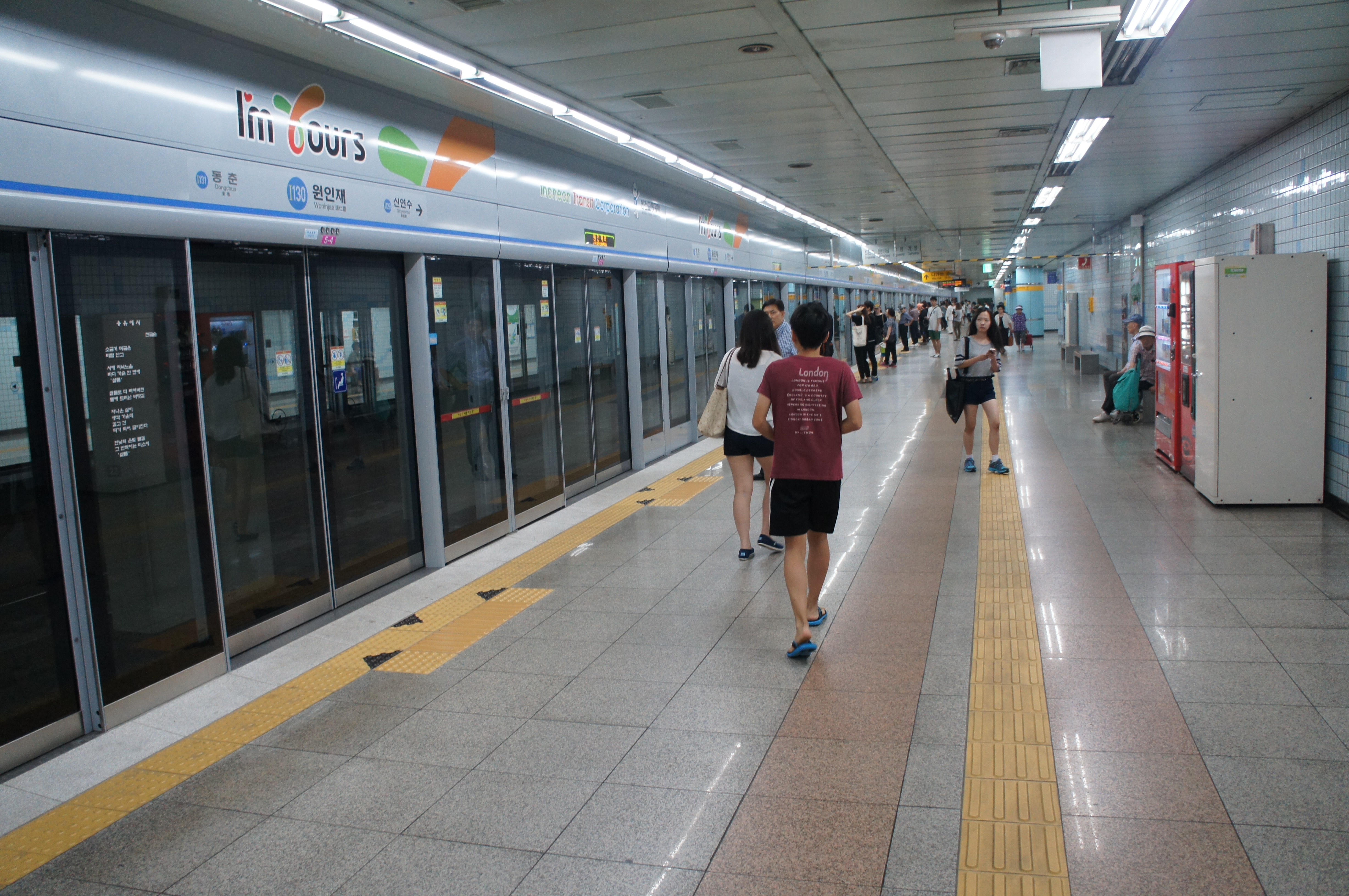
Платформа підземної станції «Вонінче» з установленими після реконструкції станційними дверима, Перша лінія
Вихід № 8 з пересадкової станції «Мерія Інчхона»
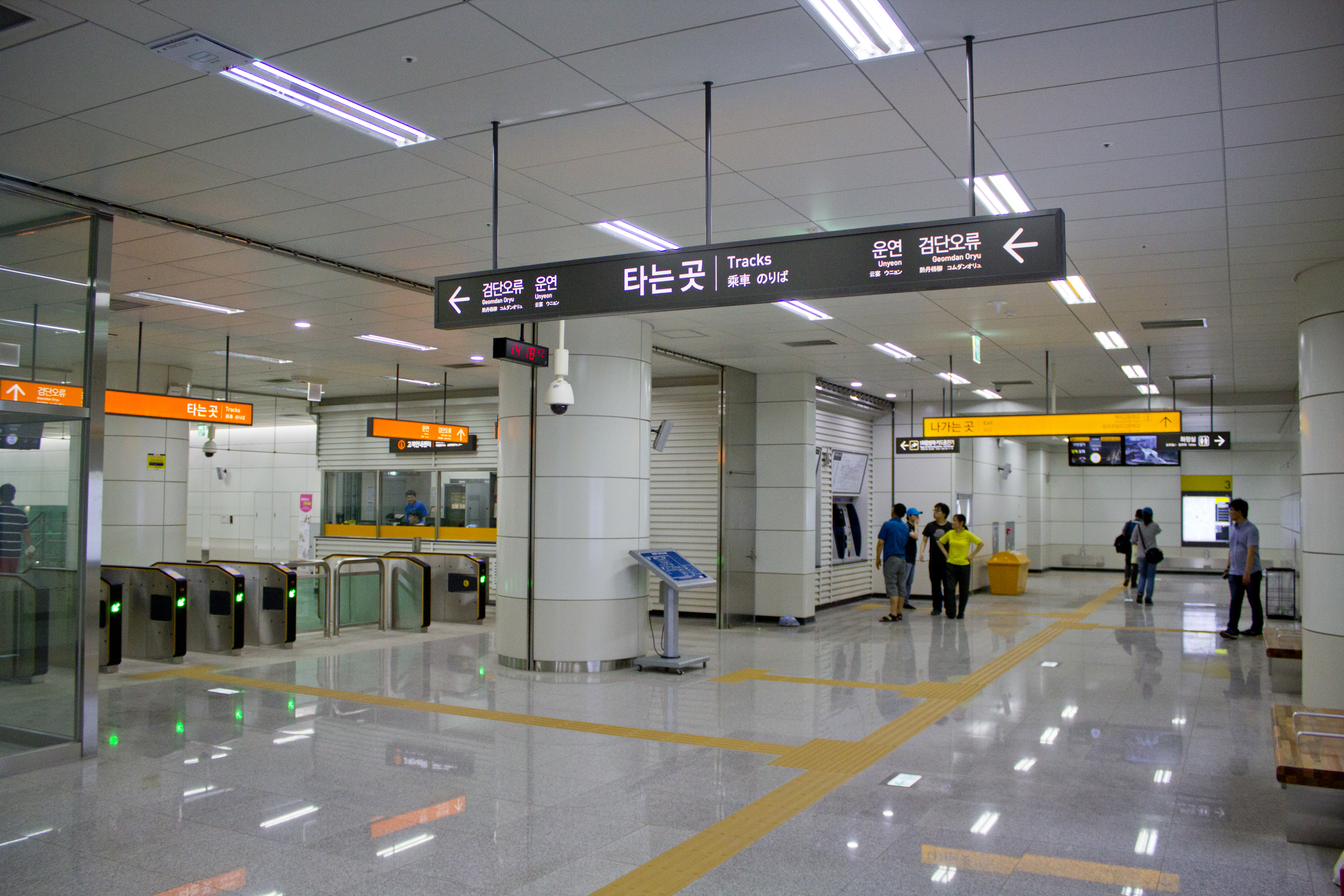
Вестибюль станції «Докчонг», Друга лінія